# Camberlyn d'Amougies
Camberlyn d'Amougies is een geslacht waarvan leden tot de Belgische adel behoorden en dat in 2011 uitstierf.

## Geschiedenis
De stamreeks van de adellijke tak begint met Jan Baptist Willem Camberlyn d'Amougies (1772-1834) die op 20 november 1816 benoemd werd in de Ridderschap van Oost-Vlaanderen met de titel van ridder waarmee hij en zijn nageslacht tot de Belgische adel gingen behoren. De eerste adelslijst uit 1825 bepaalde dat de titel zou overgaan bij eerstgeboorte. Op  16 december 1818 verkreeg zijn broer Joseph Camberlyn (1783-1861) erkenning van adeldom met verlening van de titel ridder, ook overdraagbaar bij eerstgeboorte; die broer bleef ongehuwd.
Het geslacht stierf in 2011 met de laatste telg uit.

### Wapenbeschrijving
- 1816: Dwars doorsneden, waarvan het bovenste van keel, beladen met een keper, en ver[gez]eld van drie Sint-Jacobsschelpen, staande twee en één, alles van goud, het onderste van sabel, en beladen met twee kruysselings geplaa[t]ste degens van zilver, de greep van goud. Het schild gedekt met de Nederlandsche ridderkroon, waarop zijn geplaa[t]st twee tegen elkander gekeerd'helmen van zilver, gekroond, geboord, getralied en gesierd van goud, gevoerd van keel, op die ter regterzijde is tot helmteeken uytkomende een arend van sabel, gebekt van goud, op die ter linker een zwaan van zilver, gebekt van sabel. Voorts met zijne helmdekken ter regterzijde van keel en goud, en ter linker van sabel en zilver. Het schild ter regterzijde vastgehouden door een arend van sabel, met omgekeerde kop, gebekt en gepoot van goud, en ter linker door een zwaan van zilver, gebekt en gepoot van sabel, en hebbende aan een band van sabel, om deszelvs hals hangend, het onderste gedeelte van het schild. Onder het wapen het devies 'Strenue fideliter'.

## Enkele telgen
Jan Baptist Willem ridder Camberlyn d'Amougies (1772-1834), advocaat, rechter en dichter
- Hyacinthe ridder Camberlyn d'Amougies (1829-1890), burgemeester van Pepingen 
  - Fernand ridder Camberlyn d'Amougies (1873-1935), burgemeester van Pepingen; trouwde in 1902 met Suzanne barones de Waha (1883-1933), telg uit het geslacht De Waha en dochter van François baron de Waha, burgemeester van Oudergem
    - Jkvr. Françoise Camberlyn d'Amougies (1918-2011), laatste telg van het geslacht; trouwde in 1940 met jhr. ir. Robert Pecsteen (1911-1987), telg uit het geslacht Pecsteen en zoon van Raymond baron Pecsteen (1867-1965), burgemeester van Ruddervoorde en provincieraadslid

### Adellijke allianties
- Van der Dussen de Kestergat (1872), De Waha (1902), Peers de Nieuwburgh (1923), Pecsteen (1940)